# Младенов, Стефан
Стефа́н Младе́нов Стоя́нов (болг. Стефан Младенов Стоянов; 15 декабря (27 декабря) 1880, Видин, Болгария — 1 мая 1963, София, Болгария) — болгарский языковед и педагог. Академик Болгарской АН (1929), иностранный член-корреспондент Академии наук СССР (1931).

## Биография
В 1898–1902 годах учился в Софийском университете, в 1903–1904 годах — в Венском университете, в 1904–1905 годах — в Санкт-Петербургском университете. Среди его педагогов были Ягич, Бодуэн де Куртене, Соболевский, Иречек, Нидерле и другие. В 1905 году защитил докторскую диссертацию. В 1911–1912 годы изучал в Париже персидский и армянский языки. В 1916–1947 годах — профессор Софийского университета. В сферу его научных интересов, кроме славистики, входили балтийские языки и общее языкознание. Свои общелингвистические взгляды он изложил в учебнике «Введение во всеобщее языкознание».

## Сочинения
- Geschichte Der Bulgarischen Sprache (История болгарского языка) — Berlin de Gruyter, 1929.  (нем.) [болгарский перевод «История на българския език», 1979]
- Граматика на българския език (Грамматика болгарского языка), 1936.  (болг.)
- Сравнительное индоевропейское языкознание, 1936.  (болг.)
- Етимологически и правописен речник на българския книжовен език (Этимологический словарь болгарского литературного языка), 1941.  (болг.)
- Введение во всеобщее языкознание, 1943.  (болг.)
- Речник на чуждите думи в българския език. С обяснение на потекло и състав (Словарь иностранных слов в болгарском языке), 3-е изд., 1947  (болг.)
- Български тълковен речник (Толковый словарь болгарского языка). т. 1 А-К, 1951.  (болг.)

## Награды
- 1950 — Димитровская премия[4].